# My, dzieci z dworca Zoo (film)
My, dzieci z dworca Zoo (niem. Christiane F. – Wir Kinder vom Bahnhof Zoo) – niemiecki dramat obyczajowy z 1981 roku w reżyserii Uli Edela, zrealizowany na podstawie książki Christiane Felscherinow pt. My, dzieci z dworca Zoo.
Spora część zdjęć została zrealizowana w miejscach, które stanowią główną część scenerii wydarzeń przedstawionych w książce (dzielnice Berlina, takie jak Gropiusstadt oraz Dworzec Zoo). David Bowie, ulubiony wokalista Christiane, należący do czasu opowieści, pojawia się w filmie z prawdziwym występem. Bowie dostarczył filmowi oryginalnej muzyki, wydanej w 1981 w postaci albumu pt. Christiane F.

## Obsada
- Natja Brunckhorst – Christiane Vera Felscherinow
- Thomas Haustein – Detlef
- Jens Kuphal – Axel
- Rainer Wölk – Leiche
- Jan Georg Effler – Bernd
- Christiane Reichelt – Babsi
- Daniela Jaeger – Kessi
- Kerstin Richter – Stella
- David Bowie – w roli samego siebie

## Ścieżka dźwiękowa
W 1981 wydany został album Christine F. ze ścieżką dźwiękową filmu. Utwory zawarte na płycie zostały napisane przez Davida Bowiego oraz Briana Eno.
1. „V-2 Schneider”
2. „TVC 15”
3. „Helden” (niemiecka wersja utworu „Heroes”)
4. „Boys Keep Swinging”
5. „Sense Of Doubt”
6. „Station To Station”
7. „Look Back In Anger”
8. „Stay”
9. „Warszawa”

## Adaptacje teatralne
W 2017 roku Sebastian Oberc wyreżyserował spektakl pt. Dzieci z dworca ZOO w krakowskim Teatrze BARAKAH.